# Marie-Rose Tessier
Marie-Rose Henriette Augustine Tessier (* 21. Mai 1910 als Marie-Rose Henriette Augustine Bousseau in Beaurepaire, Département Vendée) ist eine französische Supercentenarian und Altersrekordlerin. Seit dem Tod von Lucile Randon am 17. Januar 2023 gilt sie als älteste lebende Person in Frankreich. Weltweit ist sie die zweitälteste lebende Person, hinter Ethel Caterham.

## Leben
Marie-Rose Tessier wurde am 21. Mai 1910 als Marie-Rose Bousseau in Beaurepaire im Département Vendée geboren. Sie ist die Tochter von Auguste Bousseau (1868–1935) und Ernestine Durand (1876–1962) und wuchs gemeinsam mit drei älteren Brüdern auf einem Bauernhof im westfranzösischen Beaurepaire im Département Vendée auf. Im Alter von 13 Jahren übernahmen ihre Eltern eine neue Farm in Les Herbiers.
Am 14. November 1927 heiratete sie Auguste Tessier (1904–1944), einen Gendarm. Die beiden zogen zusammen nach Fougères. Das Ehepaar hatte zwei Töchter: Denise (1928–2020) und Yvette (1929–2010). Im Zweiten Weltkrieg wurde Auguste Tessier an die Westfront berufen und starb 1944 in einem Bombardement. Tessier und ihre Töchter zogen daraufhin nach Paris. Dort arbeitete Marie-Rose Tessier für 15 Jahre in einer Firma mit mehreren Filialen in Frankreich. Später arbeitete sie in einer neuen Firma, die für das Einsammeln von Steuern zuständig war. Die Steuer mit der sich die Firma beschäftigte wurde allerdings in den späten 1950er-Jahren abgeschafft, daraufhin arbeitete Tessier in der Nähe vom Galeries Lafayette in Paris. Nachdem sie später in den Ruhestand gegangen war, verbrachte sie viel Zeit mit ihren zwei Töchtern und lebte abwechselnd in einem der beiden Häuser der Töchter. Nachdem die Tochter Yvette verwitwet war und in ein neues Haus in Les Sables zog, wohnte sie fortan ständig zusammen mit ihrer Mutter.
Im Alter von 100 Jahren entschied sich Tessier, in ein Altenheim zu ziehen. Sie war dort die älteste aller Bewohner. Im Alter von 112 Jahren konnte sie zwar noch mit Gehhilfe einigermaßen gut gehen, brauchte aber mit der Zeit immer mehr Unterstützung. Im November 2022 erkrankte sie an COVID-19, zeigte aber nur milde Symptome. Im März 2024 erkrankte sie an Bronchitis und überstand die Krankheit. Im Alter von 114 Jahren war ihre visuelle und auditive Wahrnehmung schon sehr eingeschränkt.
Am 17. Januar 2023 starb Lucile Randon, woraufhin Tessier zur ältesten lebenden Person in Frankreich wurde. Ihr Alter wurde am 15. Juni 2023 von der Gerontology Research Group verifiziert. Tessier ist momentan die zweitälteste lebende Person der Welt, hinter Ethel Caterham. Heute ist sie 114 Jahre und 345 Tage alt und lebt in Les Sables-d’Olonne.
Zur Frage nach dem „Geheimnis“ ihres langen Lebens antwortete Tessier „Es gibt kein Wunderrezept, oder ich kenne es nicht“. Sie nimmt gelegentlich Schlaftabletten und trinkt jeden Tag ein kleines Glas Wein. Ehemals trank sie sonntags Suze. Tessier war ihr ganzes Leben lang gesund.